# الأحماض الدهنية الفردية

يعد حمض هيبتاديكانويك مع ذراته الكربونية السبعة عشر من الأحماض الدهنية المهمة ذات السلسلة الفردية.

الأحماض الدهنية ذات السلسلة الفردية Odd-chain fatty acid هي تلك الأحماض الدهنية التي تحتوي على عدد فردي من ذرات الكربون. بالإضافة إلى تصنيفها وفقًا لتشبعها أو عدم تشبعها ، يتم تصنيف الأحماض الدهنية أيضًا وفقًا لأعدادها الفردية أو الزوجية من ذرات الكربون المكونة لها. فيما يتعلق بالوفرة الطبيعية ، فإن معظم الأحماض الدهنية متساوية السلسلة ، على سبيل المثال البالمتيك (C16) والستيريك (C18). من حيث الخصائص الفيزيائية ، فإن الأحماض الدهنية الفردية وحتى الدهنية متشابهة ، وعادة ما تكون عديمة اللون ، وقابلة للذوبان في الكحول ، وغالبًا ما تكون دهنية إلى حد ما. 
يتم تصنيع الأحماض الدهنية أحادية السلسلة واستقلابها بشكل مختلف قليلاً عن الأحماض الدهنية ذات السلاسل الزوجية. بالإضافة إلى الأحماض الدهنية طويلة السلسلة المعتادة C12-C22 ، فإن بعض الأحماض الدهنية طويلة السلسلة (VLCFAs) معروفة أيضًا. بعض هذه الأحماض الدهنية ذات سلسلة طويلة جدا VLCFAs هي أيضًا أنواع من السلسلة الفردية . 

## التخليق الحيوي
أكثر سلاسل الأحماض الدهنية الفردية شيوعًا هي مشتقات C15 و C17 المشبعة ، على التوالي حمض البنتاديكانويك وحمض هيبتاديكانويك .  يتم تصنيع الأحماض الدهنية متساوية السلسلة عن طريق تجميع سلائف أسيتيل كو-أ . نظرًا لأن كل جزء فيها يتكون من ذراتي كربون متكررة في طولها ، فإن الحمض الدهني الناتج يحتوي على عدد زوجي من ذرات الكربون. ومع ذلك ، يتم استخدام بروبيونيل كو-أ بدلاً من أسيتيل كو-أ كأساس للتخليق الحيوي للأحماض الدهنية طويلة السلسلة ذات عدد فردي من ذرات الكربون. 

## الاسْتِقْلاب
تتطلب أكسدة الأحماض الدهنية الكربونية الفردية ثلاثة إنزيمات إضافية. الأول هو كربوكسيلاز بروبيونيل كو-أ. هذا الإنزيم مسؤول عن كربوكسيل الكربون ألفا من بروبيونيل- كو-أ لإنتاج D-methylmalonyl-CoA.  بعد ذلك ، يقوم methylmalonyl-CoA epimerase بتنفيذ تفاعل أزمرة. على وجه التحديد ، يتم تحويل تصاوغ-D الناتج عن تفاعل كربوكسيلاز إلى تصاوغ-L من Methylmalonyl-CoA. هذا إنزيم تم اكتشافه مؤخرًا ، وقد تم بحثه في أواخر القرن العشرين وكان أول نشر له في عام 1961. خلص الباحثون إلى أنه كان هناك بالفعل تفاعل سابق قبل الوصول إلى succinyl-CoA.  أخيرًا ، يحول ميثيل مالونيل كو-أ ، وهو إنزيم معتمد على فيتامين ب 12 ، يحول L-methylmalonyl-CoA إلى سكسنيل كو-أ باستخدام آلية الجذور الحرة. سكسنيل كو-أ هو وسيط في دورة TCA ويمكن أن يدخل فيها بسهولة. 

## وجوده
توجد سلاسل الأحماض الدهنية الفردية بشكل خاص في دهن المجترات والحليب (مثل حمض هبتاديكانويك). تحتوي بعض الأحماض الدهنية النباتية أيضًا على عدد فردي من ذرات الكربون ، كما أن الأحماض الدهنية النباتية الممتصة من كلوروفيل النبات لها نقاط تفرعات متعددة من الميثيل. نتيجة لذلك ، تنقسم إلى ثلاثة مقاطع بروبيونيل 3C ذات عدد فردي بالإضافة إلى ثلاثة مقاطع أسيتيل 2C ذات عدد زوجي وجزء واحد 4C Isobutynoyl ذو عدد زوجي .
في البشر ، على النقيض من الزبدات (البوتيرات) والأوكتانوات ، فإن سلسلة الأحماض الدهنية المفردة ، مثل البروبيونات ، ليس لها تأثير مثبط على تحلل السكر ولا يحفز تكوين الكيتون.  الأحماض الدهنية ذات السلسلة الفردية والمتفرعة السلسلة ، والتي تشكل بروبيونيل كو-أ ، يمكن أن تكون بمثابة سلائف ثانوية لتكوين السكر.  